# Constant Goossens
Costant Goossens Stan (Turnhout, 30 gennaio 1937) è un ex ciclista su strada belga, professionista dal 1960 al 1963.
Da dilettante fu medaglia di bronzo ai campionati del mondo di ciclismo su strada 1959 svoltisi a Zandvoort. Da professionista, nel 1960 salì sul podio della Freccia Vallone.

## Palmarès
- 1958 (Dilettanti, tre vittorie)

1ª tappa Tour de Pologne (Varsavia > Białystok)
6ª tappa, 1ª semitappa Tour de Pologne (Poznań > Breslavia)
9ª tappa Tour de Pologne (Bielsko-Biała > Nowa Huta)
- 1959 (Dilettanti, quattro vittorie)

Giro delle Fiandre amateurs
2ª tappa Österreich-Rundfahrt (Krems an der Donau > Wels)
7ª tappa, 1ª semitappa Österreich-Rundfahrt (Knittelfeld > Knittelfeld, cronometro)
7ª tappa, 2ª semitappa Österreich-Rundfahrt (Knittelfeld > Graz)
- 1960 (Indipendenti/Peugeot, undici vittorie)

3ª tappa Giro del Belgio (Fleurus > Huy)
1ª tappa Tour de Tunisie Cycliste International (Tunisi > Susa)
2ª tappa Tour de Tunisie Cycliste International (Susa > Sfax)
4ª tappa Tour de Tunisie Cycliste International (Gafsa > Kasserine)
5ª tappa Tour de Tunisie Cycliste International (Kasserine > Kairouan)
6ª tappa Tour de Tunisie Cycliste International (Kairouan > Le Kef)
7ª tappa Tour de Tunisie Cycliste International (Le Kef > Souk el Arba)
Classifica generale Tour de Tunisie Cycliste International
Grand Prix Betekom indipendenti
Halle indipendenti
Elfstedenronde XI Villes - Brugges indipendenti
- 1962 (Solo, una vittoria)

Circuit du Brabant central

### Altri successi
- 1960 (Indipendenti/Peugeot, una vittoria)

Kermesse di Hoeselt
- 1961 (Solo, una vittoria)

Prix de Sint Amands (Kermesse)

## Piazzamenti

### Classiche monumento
- Parigi-Roubaix

1961: 112º

### Competizioni mondiali
- Campionato del mondo

Zandvoort 1959 - In linea dilettanti: 3º